# Margareta Eriksdotter (Vasa)

Porträtt på Margareta Eriksdotter Vasa.

Margareta Eriksdotter (Vasa) eller Margareta Vasa, född okänt år, död 31 december 1536 i Reval i Estland, var en svensk adelsdam, syster till Gustav Vasa.

## Biografi

### Tidigt liv
Margareta var dotter till Erik Johansson (Vasa) och Cecilia Månsdotter (Eka). Ingenting är känt om hennes barndom, men det är känt att hon i varje fall senare i livet kunde läsa och skriva och tala tyska förutom svenska. Margareta placerade också sina döttrar Öllegärd och Brita i klosterskola i Sko kloster då de var fem, och det är möjligt att även hon en tid undervisades i kloster, vilket på den tiden var modernt inom den svenska adeln. 
Margareta gifte sig på Stockholms slott 30 mars 1516 med Joakim Brahe, då hennes mosters make riksföreståndaren Sten Sture höll bröllopet.
Hennes man och far avrättades båda i Stockholms blodbad 1520. Hon ärvde då Rydboholms slott efter sin far. I likhet med en rad andra kvinnliga släktingar till de avrättade, förutom Kristina Gyllenstierna själv, fängslades Margareta på Stockholms slott under blodbadet och fördes sommaren därpå till Köpenhamn, där hon sattes i Blå Tornet i sällskap med sin mor, mormor, moster och systrarna Märta och Emerentia. Hennes son, Per Brahe den äldre, uppger i sin krönika om kvinnornas fångenskap i Blåtårn att: "De bleve mäkta illa hållne med mat och dryck [...]. Näppeligen finge de så mycket var dag de kunde hålla livet med utan de arbetade till sig födo", och Gustav Vasa påstod också i sin propaganda att kvinnorna blev så illa behandlade att de nästan svalt och törstade ihjäl och enbart överlevde tack vare Danmarks drottning Elisabet av Österrike. Vad som är känt om fångenskapen är att många av kvinnorna faktiskt avled, däribland Margaretas mor och syster Emerentia, även om dödsorsaken uppges ha varit pesten.

### Kungens syster
Margareta återvände till Sverige 1524, trolovades i augusti det året, dagen efter Hoyas ankomst till Sverige, och gifte sig 15 januari 1525 i Stockholm med greve Johan av Hoya. Hennes andra äktenskap var arrangerat av hennes bror kungen av politiska skäl. Enligt Peder Svarts krönika kallade Gustav Vasa till sig änkorna och döttrarna till de män som avrättats under Stockholms blodbad och uppmanade dem att gifta sig för rikets bästa eftersom han såg "många kvinnspersoner, men männen däremot äre ganska få", och att de inte skulle tveka att gifta sig även med icke adliga män för rikets skull. Svart uppger att scenen ägde rum efter kröningen 1528, men den kunde mycket väl ha ägt rum vid hans trontillträde. Under Gustav Vasas första regeringsår var de adliga tyskarna Berend von Melen och Johan av Hoya bland hans viktigaste anhängare, och för att knyta dem till sig arrangerade han äktenskap mellan sin syssling Margareta och Berend von Melen 1523 respektive sin syster Margareta och Johan av Hoya 1524. Giftermålet var inte okontroversiellt i Sverige, där bondeleden kritiserade det liksom de ogillade tyskarna i kungens tjänst och sedan kungens eget första giftermål med en tysk prinsessa.
Makarna förlänades Stegeborgs slott i Östergötland och Viborg slott och Nyslott i Finland, och de fick på kungens begäran bosätta sig på Viborgs slott för att vaka gränsen mot Ryssland. Margareta bosatte sig mot sin vilja i Viborg våren 1525 och fick i enlighet med samtida sed ta över ansvaret för förläningen närhelst maken var frånvarande på diplomatiska uppdrag, vilket han ofta var. Hon ogillade Viborg och var rädd för ryska anfall, men kungen avböjde hennes upprepade ansökningar om att få slippa ansvaret för Viborg med hänvisning till att han behövde henne där. Under sin tid i Viborg brevväxlade hon med kungen. Syskonen stod i konflikt om kontrollen över arvegodsen och kungens vägran att ta hennes son Per till sitt hov samt diskuterade politiska och religiösa ämnen. I slutet av 1525 uppmanade kungen henne att inte sätta tilltro till sin kaplans påståenden att han hade rivit kyrkor och kloster, att hon borde kunna skilja på lögn och sanning och förväntade sig att hon skulle förhöra och bestraffa sin kaplan för sådana förrädiska tankar.
Hon besökte Lübeck i Tyskland 1528. Vid sin återkomst till Sverige i april 1529 blev hon och Wulf Gyler hållna som gisslan av borgmästare Nils Arvidsson i Jönköping i samband med Västgötaherrarnas uppror. Hon släpptes fri utan att ha skadat efter att upproret krossats.
Sensommaren 1531 fick Margareta och hennes make uppdraget att leda den flotta som eskorterade Katarina av Sachsen-Lauenburg från Tyskland till bröllopet med kungen i Stockholm.
Margareta kunde både läsa och skriva, vilket inte var självklart ens för adliga kvinnor på denna tid, och var uppenbarligen intresserad av litteratur: hon kunde tala både svenska och tyska och brevväxlade med biskop Hans Brask, som nämner att de talade om litteratur och bytte böcker med varandra, tackade henne för den läkebok hon gett honom och gav henne en tysk passional i gengåva: "då vi vore senast till samtal på Stegeborg var på tal om många böcker tyske och svenske".

### Exil
Under Grevefejden i juni 1534 övergav Johan av Hoya sin tjänst hos Gustav Vasa, flydde från Sverige och tog tjänst i Lübeck. Margareta följde maken till Tyskland i sällskap med sina barn. Familjens avhopp väckte stort uppseende i östersjöområdet, och Gustav Vasa uppmanade flera gånger sin syster att överge sin make och återvända till Sverige, som hänvisade till att han inte ville att hon skulle drabbas av "spott och hånhet" i utlandet, men hon vägrade av oro att bli fängslad vid sin återkomst.  Per Brahe uppger att hon var orolig för sina barn skull, "därföre ville hon inte hava dem med sig, ej heller skilja sig från dem."  Efter makens död i juni 1535 frågade hon sin bror om han skulle tvinga henne att gifta om sig om hon återvände. Han undvek frågan och svarade endast att om hon ville återkomma var det bra, ville hon inte "då må hon råde", och hon valde därför att stanna utomlands.
Margareta begravdes framför högaltaret i domkyrkan i Reval. Efter hennes död önskade Gustav Vasa att hennes son i första äktenskapet skulle återkomma till Sverige, något han gjorde 1538, efter att hans svåger Birger Nilsson (Grip) och syster Brita på kungens uppmaning hade skrivit till honom.

## Barn
Barn med Joakim Brahe:
1. Mauritz, till Tärna, född 1517 (?), död ung.
2. Brita Joakimsdotter Brahe, född 1518(?), död 1554-06-22 på Vinäs i Eds socken, Kalmar län och begraven 1554-07-01 i Söderköping. Trolovad vid kungens bröllop 1531 och gift i Söderköping 1533-07-06 med riddaren, riksrådet och krigsöversten Birger Nilsson (Grip), till Vinäs och Tärna, friherre till Vinäs.
3. Öllegård, född 1519(?), död 1527 (före 1527-10-30) och begraven i Sko kloster.
4. Per Brahe den äldre, född 1520, död 1590, riksråd och greve.

Barn med greve Johan av Hoya:
1. Jost av Hoya, sannolikt född hösten 1525, levde ännu i november 1544.[6]
2. Johan av Hoya, född 1530 död 1574, biskop i Osnabrück, Münster och Paderborn.